# Soilent Green
Soilent Green est un groupe de grindcore et sludge metal américain, originaire de La Nouvelle-Orléans et de la Louisiane. Leur style particulier s'apparente au deathgrind avec des touches de sludge metal, de punk voire de rock sudiste.

## Biographie
Le groupe est formé en 1988. Le premier album du groupe, Pussysoul, n'est sorti qu'en 1995 sur le label Dwell. Par la suite, leurs quatre albums sortent au label Relapse Records jusqu'à ce qu'ils signent avec Metal Blade Records,, pour leur album Inevitable Collapse in the Presence of Conviction publié en 2008.
En décembre 2001, le camion de tournée du groupe dérape sur une route verglacée. Le guitariste Brian Patton se casse les deux jambes et le bassiste Scott Williams est gravement blessé à l'épaule. Prévues pour début 2002, leurs dates de tournées avec Gwar et God Forbid sont annulées. Patton ayant récupéré, Soilent Green joue avec Gwar, aux côtés du bassiste de tournée Jonny Modell. Ils subissent un nouvel accident en avril 2002, et avec Falgoust et Modell de blessé, doivent encore suspendre leurs activités. Entretemps sort le split avec Eyehategod en édition limitée à 2 000 exemplaires. En avril 2003, le groupe revient avec un nouveau second guitariste, Tony White, et le bassiste Scott Crochet. Le 26 avril 2004, le bassiste Scott Williams est tué dans un meurtre suicidaire perpétré par son colocataire,. Puis, en septembre 2005, l'ancien chanteur Glenn Rambo est tué lors de l'ouragan Katrina.
En 2006, ils tournent entre autres avec Hypocrisy et Nile. Après leur changement de label pour Metal Blade Records Soilent Green commence à enregistrer son cinquième album, avec le producteur Erik Rutan (guitariste de Morbid Angel), intitulé Inevitable Collapse in the Presence of Conviction. Après sa sortie en avril 2008, le groupe joue en concerts avec Hate Eternal et Testament.
Soilent green est cité[Quand ?] par le magazine Rolling Stone comme l'un des 25 meilleurs groupes de metal les plus influents[réf. nécessaire]. En 2009, ils apparaissent dans le premier épisode de la quatrième saison de l'émission Squidbillies diffusée sur la chaîne télévisée américaine Adult Swim. Ils jouent le thème du début dans un style cowpunk/sludge.

## Membres

### Membres actuels
- Tommy Buckley – batterie (depuis 1988)
- Brian Patton – guitare (depuis 1988)
- Ben Falgoust – chant (depuis 1993)
- Scott Crochet – basse (depuis 2003)

### Anciens membres
- Donovan Punch – guitare (1988–1999)
- Glenn Rambo – chant (1988–1992)
- Marcel Trenchard - basse (1988–1992)
- Scott Williams – basse (1992–2002)
- Ben Stout – guitare (2000–2001)
- Tony White – guitare (2003–2005)
- Gregg Harney – guitare (2005–2007)

## Discographie
- 1995 : Pussysoul
- 1998 : A String of Lies (EP)
- 1998 : Sewn Mouth Secrets
- 2001 : A Deleted Symphony for the Beaten Down
- 2005 : Confrontation
- 2008 : Inevitable Collapse in the Presence of Conviction